# Danylo Sapunow
Danylo Wolodymyrowytsch Sapunow (ukrainisch Данило Володимирович Сапунов; * 5. April 1982 in Saporischschja, Ukrainische SSR) ist ein ehemaliger ukrainischer Triathlet. Er war Mitglied der ukrainischen Nationalmannschaft und ist dreifacher Olympiateilnehmer (2004, 2008, 2012).

## Werdegang
Danylo Sapunow war seit 1997 als Triathlet aktiv. Sapunow ging in seinen frühen Bewerben für Kasachstan an den Start, sein Vorname erscheint in alten Startlisten als Daniil. Nach älteren Dokumenten der ITU stammt Sapunow aus Kasachstan.
Er startete 2004 in Athen bei den Olympischen Sommerspielen und belegte den 17. Rang. Im Jahr 2005 wurde er U23-Vizeweltmeister und 2008 startete er in Peking erneut bei den Olympischen Sommerspielen. In den elf Jahren von 2000 bis 2010 nahm Sapunow an 94 ITU-Wettbewerben teil und erreichte 56 Top-Ten-Plätze, darunter 13 Goldmedaillen.
Danylo Sapunow war von 2008 bis 2010 mit der ukrainischen Profi-Triathletin Julija Jelistratowa (* 1988) verheiratet.
Als bester ukrainischer Triathlet in der ITU-Qualifizierungsliste für London 2012 (Men Olympic Ranking London 2012, Stand Februar 2011) galt er auch ein drittes Mal als olympischer Hoffnungsträger der Ukraine. Er konnte sich für einen Olympiastartplatz qualifizieren und belegte im August 2012 in London den 42. Rang. Im November 2015 startete er erstmals auf der Triathlon-Langdistanz und beim Ironman Malaysia belegte Sapunow den neunten Rang. Im Juni 2016 wurde er Dritter bei den nationalen Triathlon-Meisterschaften.
Im November 2018 gewann der damals 36-Jährige mit dem Ironman Malaysia sein erstes Ironman-Rennen.
Er lebt in Kiew.

### Dopingsperre 2019
Bei einer Trainingskontrolle im Rahmen des Ironman Hawaii wurde Sapunow am 8. Oktober 2019 positiv auf Erythropoetin (EPO) getestet und er erhielt im April 2020 rückwirkend eine vierjährige Dopingsperre.

## Sportliche Erfolge
| Datum/Jahr    | Rang | Wettbewerb                                           | Austragungsort | Zeit     | Bemerkung                                                                                      |
| ------------- | ---- | ---------------------------------------------------- | -------------- | -------- | ---------------------------------------------------------------------------------------------- |
| 4. Juni 2016  | 3    | UKR Triathlon National Championships                 | Dnipropetrovsk | 01:46:25 |                                                                                                |
| 18. Juli 2015 | 4    | ETU Triathlon Balkan Championships                   | Zagreb         | 00:53:56 |                                                                                                |
| 7. Aug. 2012  | 42   | Olympische Sommerspiele 2012                         | London         | 01:51:32 |                                                                                                |
| 15. Aug. 2010 | 1    | USPE Europäische Polizeimeisterschaften im Triathlon | Kitzbühel      | 01:51:21 | Europameister auf der olympischen Distanz (1,5 km Schwimmen, 40 km Radfahren und 10 km Laufen) |
| 18. Aug. 2008 | 21   | Olympische Sommerspiele 2008                         | Peking         | 01:50:58 |                                                                                                |
| 1. Juni 2007  | 1    | ASTC Triathlon Asian Championships                   | Tongyeong      | 01:52:58 |                                                                                                |
| 10. Sep. 2005 | 2    | ITU Triathlon World Championship U23                 | Gamagōri       | 01:53:06 | U23-Vizeweltmeister                                                                            |
| 25. Aug. 2004 | 17   | Olympische Sommerspiele 2004                         | Athen          |          |                                                                                                |
| 9. Mai 2004   | 4    | ITU Triathlon World Championship U23                 | Madeira        |          | U23-Triathlon-Weltmeisterschaft                                                                |
| 9. Nov. 2002  | 4    | ITU Triathlon World Championship U23                 | Cancún         |          |                                                                                                |
| 23. Juni 2001 | 20   | ETU Triathlon European Championship Junior Men       | Karlsbad       |          |                                                                                                |
| 8. Juli 2000  | 29   | ETU Triathlon European Championship Junior Men       | Stein          |          | Triathlon-Europameisterschaft der Junioren                                                     |

| Datum/Jahr    | Platz | Wettbewerb       | Austragungsort | Zeit     | Bemerkung                                        |
| ------------- | ----- | ---------------- | -------------- | -------- | ------------------------------------------------ |
| 12. Okt. 2019 | DSQ   | Ironman Hawaii   | Hawaii         | –        | disqualifiziert wegen EPO (Rang 24 in 8:28:22 h) |
| 17. Nov. 2018 | 1     | Ironman Malaysia | Langkawi       | 08:33:37 |                                                  |
| 14. Nov. 2015 | 9     | Ironman Malaysia | Langkawi       | 09:15:24 |                                                  |

(DSQ – Disqualifiziert)